# Sphaeroma granti
Sphaeroma granti is een pissebed uit de familie Sphaeromatidae. De wetenschappelijke naam van de soort is voor het eerst geldig gepubliceerd in 1903 door Walker & Scott.